# Aşağıkozluca, Erciş
Aşağıkozluca là một xã thuộc thành phố Erciş, tỉnh Van, Thổ Nhĩ Kỳ. Dân số thời điểm năm 2011 là 1.593 người.